# Erik Hajas
Erik Hajas, švedski rokometaš, * 16. september 1962.
Leta 1988 je na poletnih olimpijskih igrah v Seulu v sestavi švedske rokometne reprezentance osvojil 5. mesto.
Čez štiri in osem let pa je z isto reprezentanco osvojil srebrno medaljo.